# Karl Bielig
Karl Paul Bielig (* 10. Oktober 1898 in Meißen; † 13. Juni 1991 in Bad Homburg vor der Höhe) war ein deutscher Politiker (SPD).

## Leben und Beruf
Bielig stammte aus Sachsen und war Sohn eines Tischlers. Nach der Schule ging er von 1913 bis 1916 bei einem Oberlederzuschneider in die Lehre und nahm im Anschluss am Ersten Weltkrieg teil. Seit 1913 war er Mitglied der Sozialistischen Arbeiterjugend, 1919 schloss er sich der SPD an, in die er 1945 wieder eintrat. Bis 1925 arbeitete er noch in seinem Lehrberuf als Zuschneider. Während dieser Zeit war er von 1922 bis 1925 Betriebsratsmitglied. Im Jahr 1925 wurde er Redakteur der Parteizeitung „Tribüne“ in Erfurt, was er bis 1928 blieb. Im Anschluss war er bis 1933 Redakteur der „Volkszeitung“ in Meißen. Im Jahr 1933 war er im Sächsischen Landtag. Im Mai und Juni 1933 war er in Dresden in Haft, anschließend bis 1938 arbeitslos. Von 1939 bis 1945 war er im Zweiten Weltkrieg. Nach seiner Rückkehr war er von September 1945 bis April 1946 wieder Redakteur der „Volkszeitung“ in Dresden. Danach war er zunächst noch Redakteur der „Freien Presse“ in Zwickau und danach Korrespondent der „Leipziger Zeitung“ in Dresden. Anschließend arbeitete er als Angestellter beim Landesbausekretariat. Im März 1949 floh er vor den Kommunisten nach Westdeutschland und ließ sich in Gelsenkirchen nieder. Er war von 1949 bis 1954 als Redakteur bei der Westfälischen Rundschau tätig. Von 1954 bis 1963 fungierte er als Polizeipräsident in Gelsenkirchen. Von 1954 bis 1962 war er stellvertretender Vorsitzender des SPD-Unterbezirkes Gelsenkirchen.
Dem Deutschen Bundestag gehörte er seit der ersten Bundestagswahl 1949 bis 1953 an. Im Parlament vertrat er den Wahlkreis Gandersheim – Salzgitter. Er war Mitglied im Ausschuss für gesamtdeutsche Fragen.